# Savage Модель 99
Savage Модель 99, Модель 1899 та попередня модель 1895 є серією безкуркових важільних гвинтівок, які розробила компанія Savage Arms з Ютіки, штат Нью-Йорк. Лінійка Моделі 99 мала унікальний роторний магазин, а пізніше деякі моделі отримали знімні магазини.
Гвинтівка була надзвичайно популярна серед мисливців на велику дичину і навіть була замовлена для Монреальського ополчення під час Першої світової війни.

## Історія

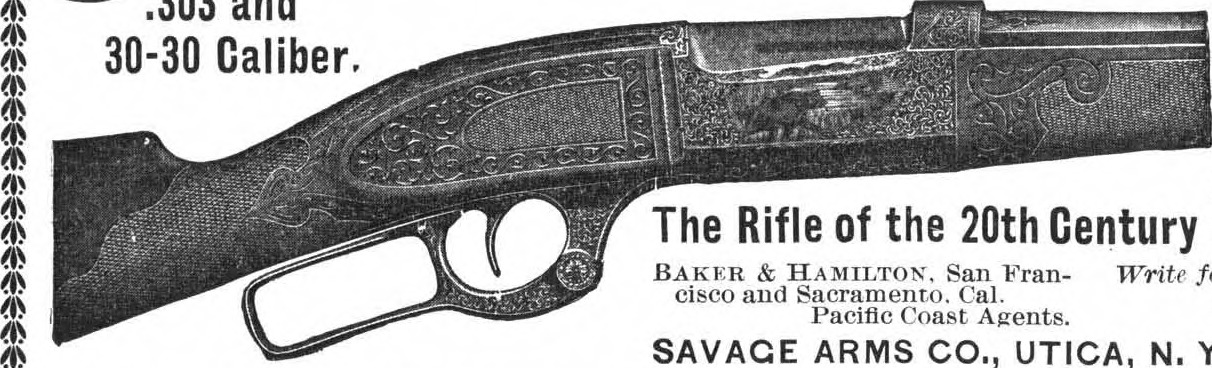
Savage 99 в журналі Scientific American том 85 номер 10 (вересень 1901)

Попередником Моделі 1895 була Модель 1892, вона була однією з конкурентів серед моделей для армії США для заміни гвинтівки Springfield Модель 1873. Замість гвинтівки Savage та інших моделей було обрано гвинтівку Krag–Jørgensen. Модель 1892 в серію не пішла (та стала причиною появи компанії Savage Repeating Arms). Модель 1892 стала спільною розробкою Артура Севеджа та, можливо, E.W. Bliss Company. Наступні прототипи Моделі 1893, які еволюціонували в Модель 1895, прототипи та конструкція якої була розроблена компанією Colt's Manufacturing Company, а випускалися компанією Marlin Firearms.> Мушкет Моделі 1895, скоріш за все під набій .30-40 Krag став переможцем змагань за контракт 1896 року від Нью-Йоркської національної гвардії, перемогшиWinchester Model 1895 та кілька інших гвинтівок. Політичні суперечки та пропозиція безкоштовних гвинтівок від армії США призвели до скасування контракту, а тому Національна гвардія Нью-Йорка була оснащена застарілими однозарядними гвинтівками Trapdoor Springfield під час іспансько-американської війни. Так само мушкет Моделі 1895 року виграла контракт на озброєння мексиканської армії в 1897 році, але його знову скасували - цього разу через відсутність фабрики для виробництва гвинтівок. Пізніші вдосконалення конструкції Моделі 1895 призвели до появи Моделі 1899, назва якої була змінена на модель 99 із появою набою .300 Savage у 1921 році. В 1899 році Savage запропонували переробити будь-яку існуючу гвинтівку або карабін Модель 1895 на Модель 1899 за $5. Після змін в ствольній коробці та внутрішніх деталях Моделі 1899 в 1908 році, компанія Savage більше не переробляла Моделі 1895 або випущені до 1909 року Моделі 1899, а замість цього пропонувала продавати нові гвинтівки з знижкою.
Під час Першої світової війни, Монреальське ополчення отримали гвинтівку Моделі 1899 у вигляді "мушкета", який мав вушко для багнета та військовий приклад. Незважаючи на те, що він схожий на військові мушкети 1899 року, які були внесені в каталог, він має кілька відмінностей і тому відомий як мушкет Montreal Home Guard. Контракт з Монреальським ополченням було укладено на 2500 гвинтівок, хоча згідно з бухгалтерськими книгами компанії Savage було доставлено лише 803. Ці гвинтівки заряджалися набоями .303 Savage, оскільки зміна конструкції набою канадського стандарту .303 British Mk VII призвела б до неприпустимої затримки постачання. Гвардійці несли відповідальність за купівлю власних гвинтівок і мали змогу поставити своє ім'я на ложі. Багато хто також вирішив вигравірувати свої імена на лівій стороні ствольної коробки.
Спочатку Модель 1895 випускали лише під набій 303 Savage, набій був схожий на Winchester .30-30, але зазвичай заряджався важчими кулями вагою 185 або 190 гран. Модель 1899 також спочатку випускали лише під набій .303 Savage, але в 1900 році вони додали набій 30-30, а в 1903 році вони додали набої 25-35, 32-40 та 38-55. Чарльз Ньютон співпрацював з компанією Savage Arms для використання набою 22HP в 1912 році, набою 250-3000 в 1915 році та в решті набою 300 Savage в 1921 році. В 1956 році було додано можливість використовувати набої 243 Win, 308 Win та 358 Win, а пізніше набої 284 Win, 375 Win, 22-250 та 7mm08.
З 1894 по 1897 роки компанія мала назву Savage Repeating Arms Company з Ютіки, штат Нью-Йорк (адресу нанесено на ствол Моделі 1895), з 1898 року назву було змінено на Savage Arms Company. Назву використовували до 1917 року коли назву змінили на Savage Arms Corporation після придбання її компанією Driggs-Seabury, з того часу використовують саме таку назву. З 1899 по 1946 роки компанія випускала Модель 1899 та Модель 99 в Ютіці, штат Нью-Йорк, з 1947 по 1959 роки Модель 99 в Чиколі, штат Массачусетс та з 2003 по 1960 роки в Вестфілді, штат Массачусетс.

## Конструкція

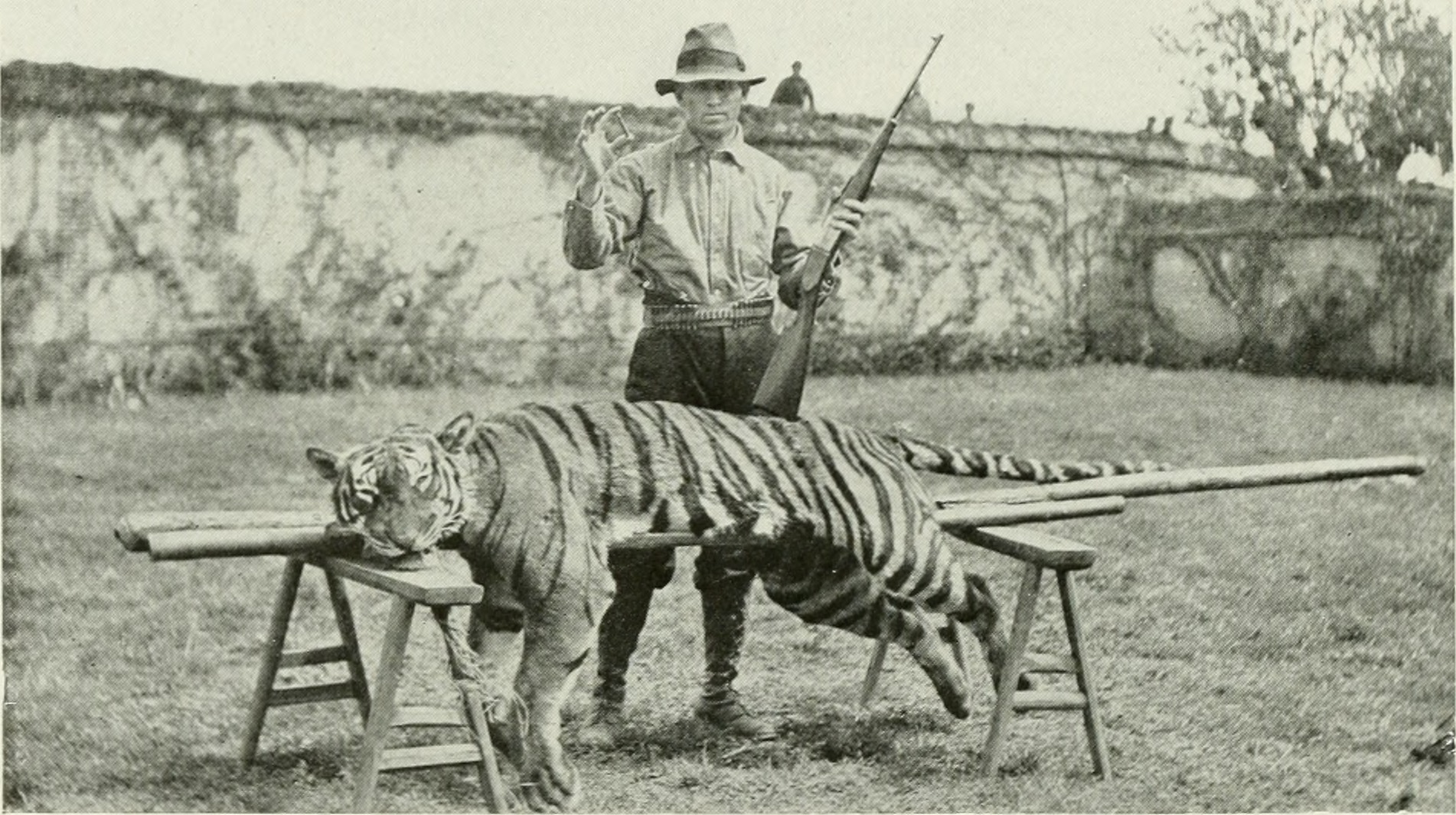
Тигр вагою 180 кг, якого вбив преподобний Г. Р. Колдуелл з гвинтівки Savage 99 під набій .22 Savage Hi-Power

Попередницею Моделі 99 та Моделі 1899 була Модель 1895, яка була першою безкурковою важільною гвинтівкою. Модель 1895, як і пізніше Модель 1899 та перші Моделі 99, мала п'ятизарядний роторний магазин. Роторний магазин мав підпружинена котушка з канавками для утримання набоїв. В Savage 1899 було додано лічильник кількості набоїв в магазині. Модель 99 використовувала дану систему багато років, лише пізніші моделі отримали знімний магазин.
Роторний магазин дозволив використовувати у важільній гвинтівці гостроносі кулі, які з'явилися через десятиліття після появи зброї. У попередніх важільних гвинтівках використовували трубчасті магазини, де набої розташовувалися один за одни. Гостроносі кулі торкалися капсуля переднього набою, що могло призвести до випадкового пострілу. Іншою новинкою став індикатор зведення. В моделі 1895 це був отвір у верхній частині затвора де можна було побачити літери C (Cocked) або S (Safe). В ранніх Моделях 1899 це змінили на виступ на верхній частині затвора, який піднімався коли гвинтівка була зведена, його можна було побачити або намацати. В 1908 році його змінили на маленький штифт, який виступав над верхньою частиною ствольної коробки.
В 1930-х роках для Моделей 1895, 1899 та 99 була доступна низка спеціальних опцій в тому числі кілька ступенів гравіювання, кілька різних стилів насічки, пістолетні руків'я, варіант розбирання, покращені приціли, потиличники прикладу за спеціальним замовленням і навіть частини гвинтівки, вкриті сріблом або золотом. Для моделі 1899 року було доступно кілька спеціальних класів, які поставлялися з наборами функцій спеціального замовлення, таких як Leader Grade, Rival Grade, Excelsior Grade, Monarch Grade тощо. Наприкінці виробництва компанія Savage продавала 58 різних моделей лінійки 99 .

## Найвідоміші варіанти
- 99C: "C" імовірно значить "clip", оскільки 99C була єдиним варіантом зі знімним коробчастим магазином, а не з роторним магазином.
- 99CE: "CE" значить "Centennial Edition". 99CE це версія 99C з гравірованим нікелевим покриттям.
- 99D: Варіант мушкету, який випускали лише в 1915 році як спеціальне замовлення Монреальського ополчення і заряджався лише набоями .303 Savage. 99D мав вушко для кріплення багнета  Savage, канавки під пальці, регульований цілик та мушку-ковпачок. Мушкет 99D також був єдиною гвинтівкою Savage 99 з передньою цівкою.
- 99DE: "DE" імовірно значить "Deluxe Edition". Це була дешева модель Savage, майже схожа на 99PE, але мала меншу кількість гравірувань, а також приклад як у 99DL. 99DE також має воронену ствольну коробку замість нікельованої у 99PE. Як і 99PE, варіант 99DE пропонували зі стволами довжиною лише 22 дюйми і випускалася з 1965 по 1970 роки.
- 99DL: "DL" значить "De-Luxe". 99DL була делюкс версією 99EG і мала приклад Monte Carlo, оздоблений дорогоцінними каменями затвор, встановлені на заводі антабки та золотий курок. Гвинтівка заряджалася набоями .250-3000 Savage, .300 Savage, .243 Winchester, .308 Winchester та .358 Winchester.
- 99E: "E" значить "Economy". 99E була доступнішою моделлю, вона не мала, круглого лічильника збоку, ложі з машинною насічкою, замість неї була ложа зроблена з дешевшої березової деревини, а не з горіхового дерева, як на інших моделях. Вартість гвинтівки становила від 15 до 30 доларів, що було значно дешевше ніж інші Моделі 99. 99E можна визначити за світлим кольором прикладу. 99E випускали в період з 1960 по 1984 роки під набої .300 Savage, .308 Winchester, .243 Winchester та .250-3000 Savage.
- 99F: "F" значить "Featherweight". 99F була майже на фунт легшою за інші варіанти Savage 99. Гвинтівка заряджалася набоями .250-3000 Savage, .300 Savage, .308 Winchester, .358 Winchester та .284 Winchester.
- 99H: Така сама як і 99F відрізнялася лише можливістю розкладання. Випускалася під набої .250-3000 Savage, .300 Savage, .303 Savage та .30-30 Winchester в період з 1923 по 1940 роки. 99H має вигнутий потиличник карабінного типу, а пізні моделі мали планку на стволі та похилу мушку.
- 99K: Має гравіровану ствольну коробку, цілик-виріз та преміумний горіховий приклад. Президент Франклін Рузвельт подарував одну таку гвинтівку шаху Ірану, Мохаммеду Реза Пахлаві, оскільки той був мисливцем.[17]
- 99M: "M" значить приклад "Monte Carlo". M ніколи не була окремою моделлю, скоріше деякі 99DL, 99DE або 99PE позначалися як "99M".
- 99PE: "PE" значить "Presentation Edition". 99PE була така сама як і 99DL, але мала багатше гравіровану ствольну коробку, хвостовик та важіль. Гравірування виконано повністю вручну. 99PE також має нікелеве покриття, стійке до потьмарення. Заряджалася набоями .243 Winchester, .284 Winchester та .308 Winchester. 99E був єдиним Savage 99 випущеним після 1960 року, який продавався з більш раннім запобіжником важеля, а не з пізнішим запобіжним виступом. Як і 99DE, 99PE пропонували лише зі стволом довжиною 22 дюйми і випускався з 1965 по 1970 роки.
- 99R: "R" імовірне значення "Receiver", оскільки 99R мав заводський отвір та нарізку для встановлення прицілу.
- 99RS: "RS" значить "Rear Sight". Це була гвинтівка Savage 99R з діоптричним прицілом на хвостовику.
- 99T: "T" значить "Tang". Дуже рідкісний варіант. Випускався з 1935 по 1940 роки. Заряджався набоями  .250-3000, .30-30, .303 Savage, .22 High Power та .300 Savage. Поставлялися зі стволами довжиною 20 та 22 дюйми.

## Користувачі
- Канада: Виданий Монреальському ополченню як мушкет Моделі 99D, оснащено багнетним вушком і зміненим прикладом.[2]